# Photograph (canción de Def Leppard)
Photograph es una canción de la banda de hard rock británica Def Leppard. Es el sencillo principal de su álbum de 1983 Pyromania. Es un tributo a la actriz Marilyn Monroe, pero el cantante Joe Elliot se contradijo a sí mismo en una entrevista y explicó que la canción es sobre "Algo en lo que nunca podrás poner tus manos". Cuando se lanzó como un sencillo llegó al puesto Número 1 en la lista Hot Mainstream Rock Tracks de Billboard y el número 12 en la lista Billboard Hot 100. En 2006 la canción fue usada para un anuncio promocional para la película Blades of Glory. En el 2009 fue colocada en el puesto número 13 de Las 100 Más Grandiosas Canciones del Hard Rock por VH1. Fue nombrada como la canción número 17 de las mejores canciones de los pasados 27 años
por VH1.
En el año 2013 fue usada en el videojuego GTA V.